# Euscorpiops cavernicola
Euscorpiops cavernicola hay còn gọi là Bọ cạp Phạm là một loài bò cạp được phát hiện năm 2013 bởi tiến sĩ Phạm Đình Sắc (Viện Sinh thái và Tài nguyên sinh vật) và tiến sĩ Wilson R. Lourenço (Bảo tàng lịch sử tự nhiên Paris) tại khu vực hang Hua Ma, xã Quảng Khê, huyện Ba Bể, tỉnh Bắc Kạn. Chúng được xếp loại trong chi Euscorpiops, cùng với loài Euscorpiops dakrong của Việt Nam. Chúng đều nằm trong họ bọ cạp Euscorpiidae.